# سیارک ۱۹۳۱۰
سیارک ۱۹۳۱۰ (به انگلیسی: 19310 Osawa، نامگذاری:1996VF1) نوزده هزار و سیصد و دهمین سیارک کشف شده‌است که در ۴ نوامبر ۱۹۹۶ کشف شد.
قدر مطلق سیارک برابر ۷.۴ است.